# Gliese 433
Gliese 433 is een rode dwerg met een spectraalklasse van M2V. De ster bevindt zich 29,60 lichtjaar van de zon.
De ster heeft een planeet, Gliese 433 b.